# Henry Holst
Henry Holst (25. juli 1899 – 19. oktober 1991) var en dansk violinist.
I 1913 kom han ind på Det Kongelige Danske Musikkonservatorium, hvor han studerede violin med Axel Gade og klaver under Carl Nielsen.
I sin tidligere karriere blev han gjort til koncertmester af Berliner Philharmonikerne under Wilhelm Furtwängler. Fra 1930'erne til midten af 1950'erne havde han sit virke i England som solokunstner og underviser. Han om the 1930s to the mid-1950s he was based in England, as a soloist and teacher. Han var professor på Royal Manchester College of Music og Royal College of Music i London. Efter 1954 flyttede han tilbage til Danmark, hvor han blev professor i violin på Det Kongelige Danske Musikkonservatorium.

## References
- Brook, Donald (1948). Violinists of Today. London: Rockliff. OCLC 163031015.